# Einot Tzukim

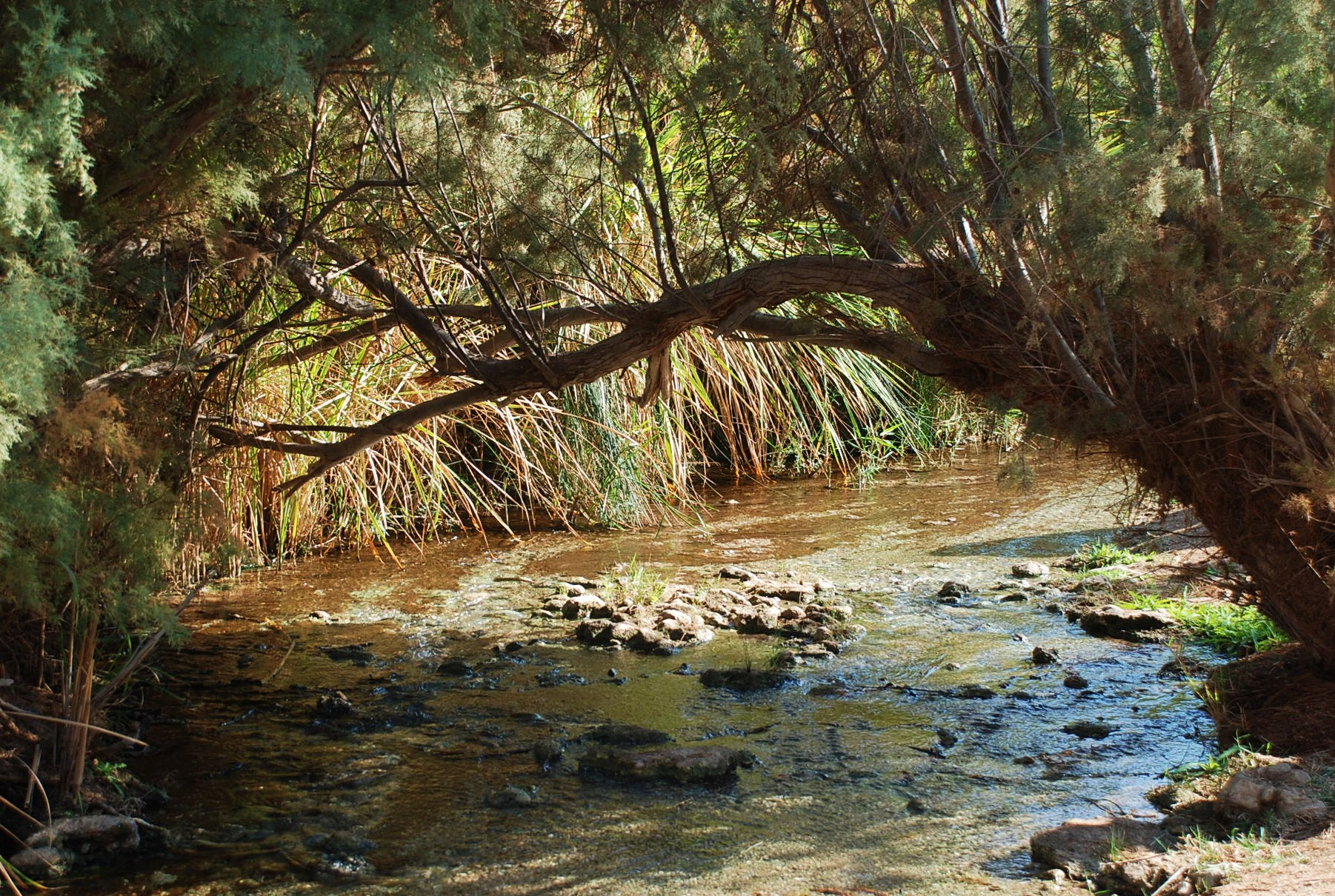
Einot Tzukim

Einot Tzukim (en hebreo עינות צוקים), también conocido como Ein Feshkha es una reserva natural y sitio arqueológico situado en la orilla noroeste del Mar Muerto, aproximadamente a tres kilómetros al sur de Qumrán, sobre tierras del municipio palestino de Al-Ubeidiya, Cisjordania. Toma su nombre de un arroyo que lo atraviesa. 
La Reserva Natural de Einot Tzukim cuenta con un área con piscinas de agua mineral abierta al público, y otra que está cerrada a visitantes para proteger la flora y fauna endémicas.

## Arqueología

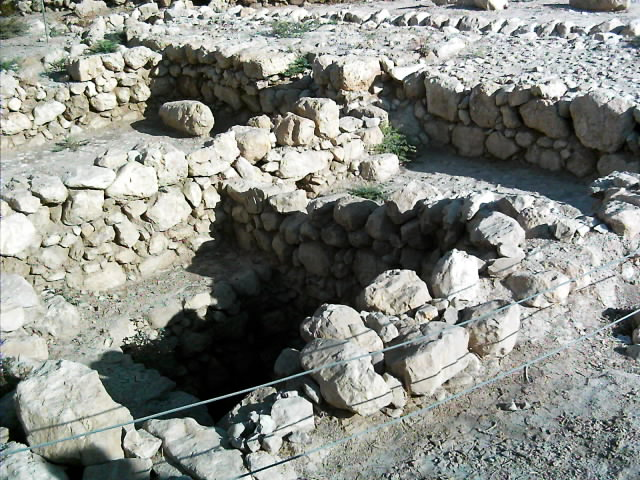
Excavaciones en Einot Tzukim

Las excavaciones en Einot Tzukim fueron iniciadas por Roland de Vaux de la Escuela Bíblica de Jerusalén entre 1956 y 1958. 